# CR.32戰鬥機
飛雅特CR.32（義大利語：Fiat Caccia Rosatelli 32）是義大利飛雅特於1930年代中期研製生產的一款雙翼戰鬥機，又名「箭式」（Freccia）。CR.32以研發者克雷斯提諾·羅薩泰利（Caccia Rosatelli）的名字所命名，主要服役於參與西班牙內戰的義大利空軍軍團、第二次世界大戰初期的義大利皇家空軍和少數外銷至中華民國、奧地利、匈牙利、委內瑞拉和巴拉圭。CR.32被廣泛用於西班牙內戰中支援國民軍，因為傑出的表現使它贏得不少聲譽，並被認為是最優秀的雙翼戰鬥機之一，但之後被更為先進的單翼機所取代，其機體設計以1939年的標準來說也已顯得過時。西班牙還有取得CR.32的生產許可，持續使用至1953年才退役，自首次飛行算起，共被各個國家使用了20年。

## 設計與發展
CR.32的設計師克雷斯提諾·羅薩泰利曾於1932年製造出CR-30戰鬥機，CR.32取自其基本設計，並改得更加精簡與小型，他於1932年後半完成了其設計，並在1933年春季完成了一架原型機「CR.32NC1」（編號：MM-201），於同年的4月28日在都靈的飛雅特公司飛機跑道試飛。CR.32有和30相同結構，翼樑為杜拉鋁材質，支撐主翼的翼支柱是鋼管結構，機鼻至駕駛艙、機體上部和機尾附近全由輕質鋁所覆蓋，機翼和機尾擁有相同的混合結構，以布料覆蓋鋁合金。CR.32有一個明顯的特點，其上翼長於下翼，成為一架「倍半機」（sesquiplane），副翼也僅有上翼才有，為頗特別的設計。武裝包括最初的2把7.7毫米Breda-SAFAT機槍（後期改為12.7毫米），安裝在引擎的整流罩上，每把配有350發子彈。駕駛艙為敞開式，有3片擋風玻璃提供保護。CR.32的動力採用飛雅特A.30引擎引擎，為液冷式、12汽缸設計，引擎出力600匹馬力（447千瓦），每分鐘2,600轉，引擎帶動漢米爾頓製可變螺距雙葉金屬螺旋槳。該引擎使用的並非一般的航空汽油，而用55％的汽油、23％的酒精和22％苯混合出辛烷值94的混合汽油。主油箱位於引擎與駕駛艙之間，裝有325公升。上機翼中央的整流罩中還有一小型油箱，容量25公升。
CR.32的武備選擇了7.7公厘版本SAFAT機槍，槍枝置於機鼻，每挺備彈350發，後期量產版本升級為12.7公厘口徑的SAFAT機槍。最初搭配為望遠鏡式瞄具，在二戰後量產的後期版本更換為反射式光網瞄具。飛機已經預留安裝無線電的空間，配備型號為RA.80-1，但在採購時列為選配裝備。

## 服役歷史

### 義大利與西班牙
經過短期的測試後，新式的雙翼飛機取得了成功。1934年3月，飛雅特公司收到了第一批生產訂單，開始裝備給義大利皇家空軍的1、3、4聯隊。CR.32因為優越的靈活性和堅固的機身結構而受到了駕駛員的歡迎。除了為義大利軍方所生產外，飛雅特的雙翼機還有在義大利與其他國家用於特技表演，當外國政治家拜訪罗马市時，當地皇家空軍的精銳—第4聯隊會派出5到10架戰機編隊進行令人深刻的特技表演。飛雅特公司還積極派遣CR.32參與1936年歐洲各地與1937年於南美洲的航空展，CR.32也在柏林有了不錯的表現。

#### 西班牙內戰
CR.32被廣泛用於西班牙內戰，義大利政府共援助了365架至405架CR.32到西班牙，至少有380架參加了奪取制空權之戰鬥，主要的對手是共和軍空軍的主力：蘇聯的伊-15戰鬥機和伊-16戰鬥機。它於1936年開始接受戰火的洗禮，1936年8月18日，第一批援助12架CR.32由第三聯隊抽調抵達了西班牙的塔布拉達（Tablada）和科爾多瓦基地，並將機隊組成「鐵腳」（Gamba di Ferro）、「蟑螂」（Cucaracha）和「棍棒王牌」（Asso di Bastoni）三個中隊。3天後，維托里諾·凱契瑞里（Vittorino Ceccherelli）中尉在護航途中於科爾多瓦擊落了一架紐波特-52戰鬥機（Nieuport-52），為CR.32的首次戰績。義大利政府的CR.32曾大規模的參加了埃布羅河戰役。最後其中約有127至131架被編入了國民軍的空軍中，成為其主力飛機。西班牙內戰期間，有6架CR.32被共和軍所繳獲，1架被送往蘇聯的索契機場（Sochi）研究。由於CR.32的高靈活性，義大利軍從共和空軍中奪取了制空權，共和軍則是使用種類多樣的飛機。空軍軍團的飛雅特雙翼機聲稱共擊落了60架（48架已被確認）曾被認為不可能被擊落的ANT-40轟炸機、242架伊-15、240架伊-16和100架未被確認的飛機，CR.32僅損失73架。

#### 第二次世界大戰
CR.32特技表演的靈活性與在西班牙的活躍，使得義大利空軍軍部高估了它的存在價值，認為在當時擁有更快速度、更強武裝的單翼機下，雙翼戰鬥機仍具有戰鬥潛力。因此，義大利在二戰爆發前的1939年5月，CR.32的「bis」、「ter」和「quarter」型持續量產，雙翼戰機佔了義大利皇家空軍戰鬥機三分之二的比例。在1939年第二次世界大戰爆發前夕，義大利空軍有294架CR.32與300架CR.42戰鬥機，共有294架CR.32被佈署於義大利和北非，其中有34架佈署於東非，當義大利於1940年6月10日對盟軍宣戰後，CR.32也相繼投入了二戰中。二戰CR.32的第一次戰鬥是1940年6月11日在利比亞的護航任務中，擊落了英軍2架布里斯托爾·布倫海姆（Bristol Blenheim）和重創另外4架，己方則無損失。

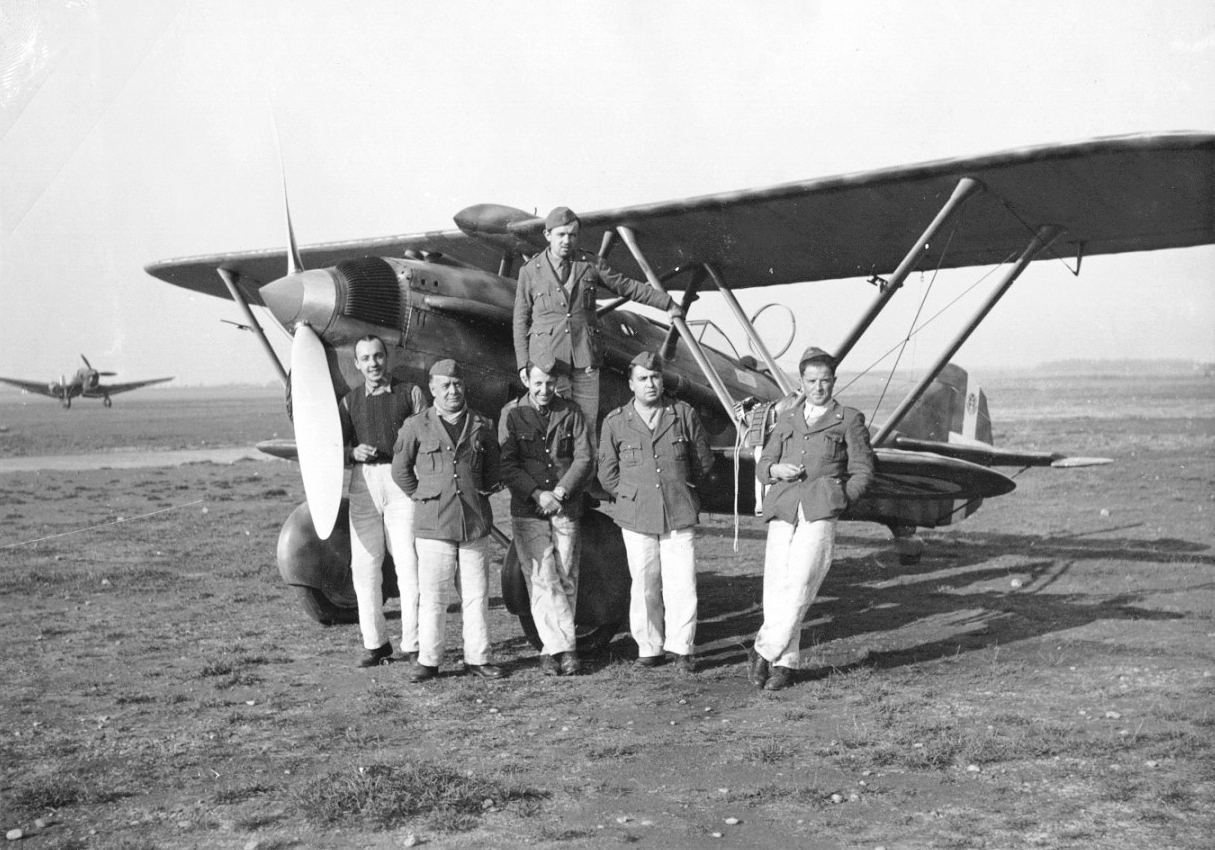
義大利皇家空軍其中一航空艦隊的CR.32

CR.32於二戰取得最大戰績是在意属东非，在當地的410A和411A中隊的CR.32戰鬥機（義大利空軍有一半的戰鬥機被用於其殖民地）擊毀了一些英國和南非的飛機。它們的對手包括：布倫亨式轟炸機、颶風戰鬥機，410A中隊就曾擊落了14架敵機。第160航空軍團的14架和第92航空軍的9架CR.32於1940年10月28日後開始在希臘作戰。163A中隊的8架（也許更多）CR.32以罗得岛的機場，參與了對克里特島的佔領行動。第3航空軍團的CR.32被佈署於撒丁島，但在1940年12月7日前，CR`32可運作的戰機數從28架下降到只有7架。最後一批於前線戰鬥的CR.32在1941年4月被送回義大利斯庫歐拉·卡克亞（Scuola Caccia）戰鬥機駕駛員訓練學校充當訓練機和在1942年交給新手駕駛進行夜間任務，其作戰地位被CR-42戰鬥機所取代。

#### 戰後
西班牙將CR.32做了些改良，並命名為HA-132L Chirri，持續以特技飛行教練機使用至1953年。

### 中華民國
中華民國為第一個CR.32的國外買家。蔣介石由義大利航空顧問建議採購24架，但最終似乎只訂購16架。在1933年時空軍經由義商先購入2架CR.30，以空軍中隊編制滿額9架推算國民政府訂購16架湊齊兩支中隊乃合理解釋。
這些CR.32裝備的武器是維克斯機槍，而不是貝瑞塔SAFAT機槍，也沒有鳍狀散熱片、頭燈，但有部份配置了無線電，第二批CR.32在1935年運抵中國，並在上海組裝，但是最後因為難以取得飛機引擎需要的酒精、汽油與苯混合燃料因此只接收9架後終止合約。加上義大利入侵衣索匹亞後退出國際聯盟，政治理念逐漸分道揚鑣且義籍顧問撤離的中華民國並未再訂購更多CR.32或義大利飛機，至於已接收的CR.32則編入空軍三大隊第8中隊運用，駐地南昌。
一些中華民國空軍的軍官不喜歡飛雅特，但飛行員則頗為讚賞，並表示在試飛中認為優於美國的寇蒂斯霍克二和P-26戰鬥機。直到1936年5月，只有6架CR.32可作戰。在1937年8月上海開戰後，第8中隊調至南京參戰，當時編制飛行員包括有隊長陳有維、副隊長劉熾徽、分隊長黃居谷、蔡志昌、另編制有三位隊員；8月15日，第八隊隊長陳有維、分隊長黃居谷在南京句容市上空共同擊落1架日機、副隊長劉熾徽、隊員岑澤鎏在南京溧水西邊號稱共同擊落1架日機；在南京防禦的後續攔截空戰中，7位隊員中除中隊長陳有維受傷住院外，剩下5位飛行員在一個月間先後戰死，至9月僅剩隊員岑澤鎏及1架CR.32可運用，最後一次出擊是1937年9月22日南京空戰，當日岑澤鎏被擊落，第8中隊至此完全失去戰力，CR.32也全數折損。

### 奧地利、德國和匈牙利
奧地利第一共和國訂購了45架CR.32bis，並於1936年春裝備在維也納新城的第二戰鬥機聯隊（Jagdgeschwader II），飛機編號135至179，在1938年3月德奧合併後大多數飛機由德國空軍接收，該聯隊也被改名為第138聯隊第1大隊（I/JG138）。因為德國擁有比CR.32更為優秀的多種戰機，且對德國空軍來說它難以維護，德國將殘存的36架CR.32統售至匈牙利。匈牙利曾於1935年訂購了26架CR.32，裝配蓋包爾（Gebauer）生產的7.92毫米M-GKH型機槍2具，於1936年編制為3個中隊，分别是 1/1「射手」（Íjász）、1/2「牧鹅少年馬季」（Ludas Matyi）以及1/3「山獅」（Puma），其後，匈牙利又從德國那裡買下了36架CR.32。匈牙利的CR.32曾於捷克斯洛伐克的佔領中與其交戰過，6架B-534中擊落1架，擊傷2架，己方則無損失，之後又擊落6架B-534和3架S-328中的7架。
匈牙利空軍在使用CR.32時，曾將法國製造的諾姆和羅納14M引擎移植至CR.32上，750匹馬力的空冷星型引擎使改造版CR.32在4,000公尺空域締造了時速極速420公里以上的表現，匈牙利空軍對此成果感到滿意，雖然計劃將機隊全部更換引擎，但是因無法從法國增購引擎計劃作罷。1941年4月4日，德軍借道進攻南斯拉夫，匈牙利空軍也部份參與戰局，但CR.32共被擊落2架，擊傷1架。在德國進攻蘇聯後，匈牙利的CR.32也退下前線，作為訓練用。

### 委內瑞拉、巴拉圭
受到義大利派遣至拉丁美洲的促銷表演所激勵，同時CR.20戰鬥機的使用經驗不差，也為擔心格兰查科战争的餘波而積極向外購買武器。1937年，巴拉圭訂購了5架CR.32quater型，於1938年至1939年陸續交付，它們雖沒有被用來攻擊玻利維亞的軍隊，但也服役了相當長的時間。
委內瑞拉是CR.32於南美洲的另一位客戶，1938年委内瑞拉購買了9架（一說10架）CR.32quater，這個改良型有著加長的冷卻鰭片，適合在熱帶地區作戰，在它們於1943年被P-47戰鬥機取代前，仍有5架在服役中。 

## 王牌飛行員
CR.32在西班牙內戰中有著不錯的戰績，不管是在國民軍還是義大利軍，有許多其駕駛員取得了王牌飛行員的頭銜，國民軍中有尤阿金·莫拉托（Joaquín Morato）於80次交戰中，共擊落40架飛機的紀錄（其中有2架為駕駛其他機種所取得），為CR.32駕駛員的最高戰果。排名第二的朱里歐·薩法多爾·迪亞茲-班朱梅亞（Julio Salvador Díaz-Benjumea）也有擊落24架。義大利飛行員則是馬力歐·波薩諾（Mario Bonzano）駕駛CR.32，擊落15架為排名第一。到了二戰，因為CR.32已顯過時，沒有取得5架以上的擊落紀錄。

## 變型
CR.32
第一種版本，裝備有2具7.7毫米或12.7毫米機槍和採用600馬力菲亞特A-30引擎，於1934年3月至1936年2月為義大利空軍所生產。
CR.32bis
為密接支援所設計的類型，裝有2具SAFAT機槍，將固定武裝更換為12.7公厘機槍，掛載炸彈能為1枚100公斤炸彈或2枚50公斤炸彈。
CR.32ter
CR.32bis的改良版
CR.32quater
CR.32ter的改良版，不但減輕了重量，還增加了無線電。在3000公尺高時，最高速度356公里/時。生產了337架給義大利皇家空軍。
CR.33
只有三架原型機被生產出來。
CR.40
只有一架原型機
CR.40bis
只有一架原型機
CR.41
只有一架原型機
HA-132L Chirri
西班牙的版本，約生產了100架以及於戰爭期間重新生產了49架以上。總共有40架變成雙座機，並持續以特技飛行教練機使用至1953年。

## 性能諸元（CR.32）
基本信息
- 机组：1名

性能
武器

- 機槍：2 × 7.7毫米（303吋）或12.7毫米（5吋）Breda-SAFAT機槍
- 炸彈：超過100公斤（220磅）

## 使用國家
奥地利
- 奧地利空軍45架CR.32bis[10]。

 中華民國
- 中華民國空軍

 德意志國
- 納粹德國空軍在德奧合併之後接收原奧地利空軍的CR.32。

 匈牙利
- 匈牙利空軍

 意大利
- 義大利空軍

 巴拉圭
- 巴拉圭空軍1938年訂購5架CR.32。

 西班牙国
- 西班牙空軍

 委內瑞拉
- 委內瑞拉空軍1938年訂購9架CR.32。

## 資料來源
1. 1 2 3 4 5 6  Mondey 2006，第55頁
2. ↑  Sgarlato 2005，第10頁至第14頁
3. ↑   Mondey 2006，第28頁
4. 1 2 3 4  Mondey 2006，第56頁
5. ↑  Mondey 1996，第27頁
6. 1 2 3  De Marchi, Italo and Enzo Maio (tavole). Macchi MC. 200 "Saetta: / Pietro Tonizzo Gianfranco Munerotto Fiat CR. 32. Modena: Stem Mucchi Editore, 1994.
7. 1 2 3   Sgarlato, Nico. Fiat CR.42, CR.32 Gli ultimi biplani. Parma: Delta Editrice, 2005.
8. ↑  .   [2014-03-10]. （原始内容存档于2017-10-30）.
9. ↑  .   [2018-03-18]. （原始内容存档于2019-11-28）.
10. ↑  Haubner, F.  Die Flugzeuge der Österreichischen Luftstreitkräfte vor 1938. Graz, Austria: H. Weishaupt Verlag, 1982.